# La Tortue
La Tortue (em crioulo, Kenskòf), é uma comuna do Haiti, situada no departamento do Noroeste e no arrondissement de Port-de-Paix. De acordo com o censo de 2003, sua população total é de 4.000 habitantes.